# Abbazia di Gladbach
L'abbazia di Gladbach (Rathaus Abtei, ovvero "municipio dell'abbazia") è un'ex abbazia benedettina fondata nel X secolo e, dal 1802, impiegata per diversi usi civili e infine come municipio di Mönchengladbach, in Germania. 

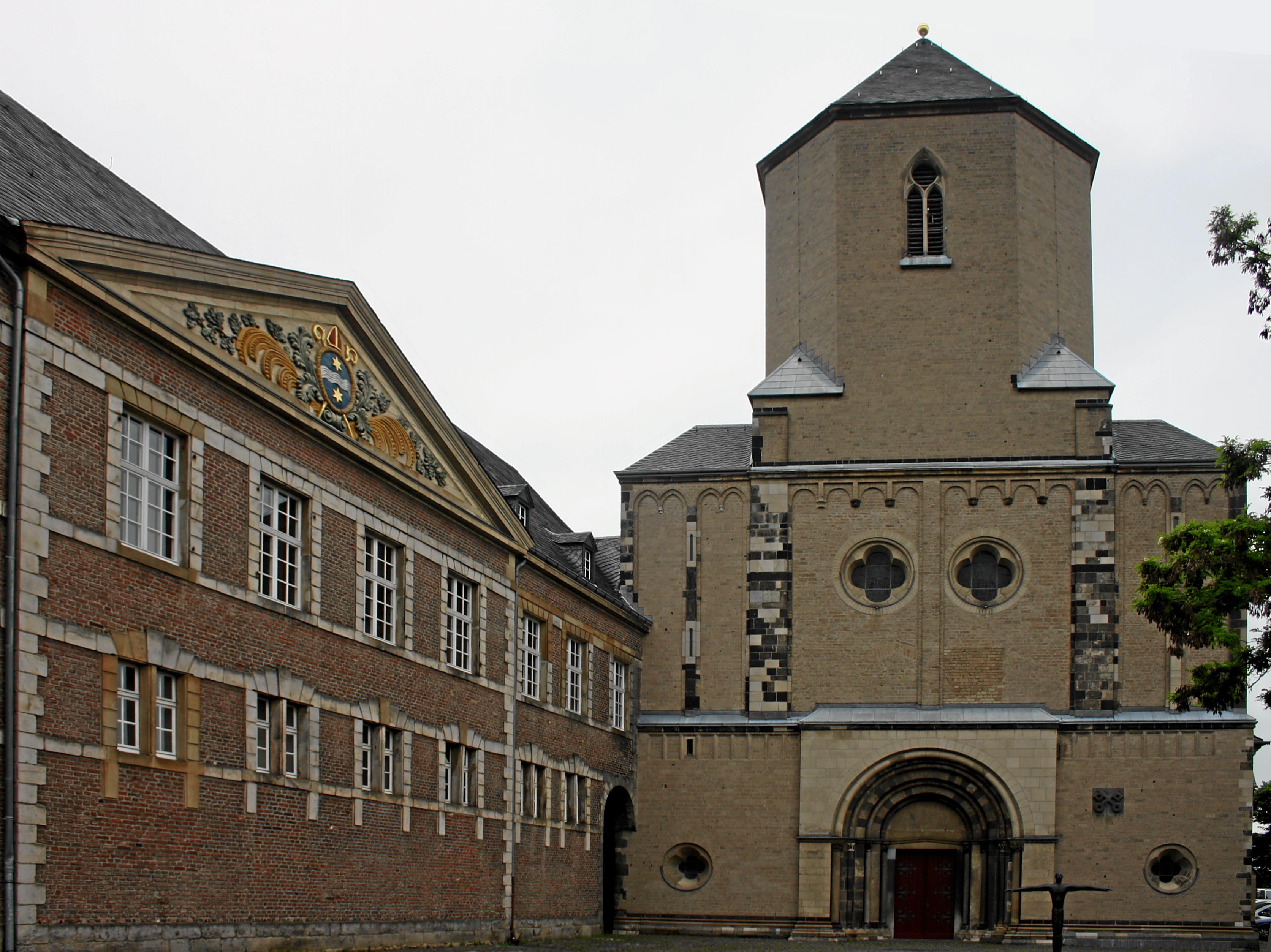
Ala sud dell'edificio abbaziale e torre ovest della chiesa di Münster

## Storia
L'abbazia fu fondata nel 974 dall'arcivescovo Gerone di Colonia e dal monaco Sandrad di Treviri. Prende il nome dal Gladbach, un ruscello stretto che ora scorre sottoterra. L'abbazia e i villaggi adiacenti si svilupparono nella città di Gladbach, incorporata nel 1360, all'origine dell'attuale città di Mönchengladbach nel Renania Settentrionale-Vestfalia.
Nel 1802 l'abbazia fu occupata da truppe sotto l'occupazione francese e secolarizzata; la sua grande biblioteca andò dispersa. Dal 1805 al 1835 fu utilizzato come fabbrica tessile. Nel 1835 le autorità cittadine acquistarono l'edificio principale per sostituire il vecchio municipio, che fu demolito. per costituire l'attuale municipio Rathaus Abtei; i restanti edifici monastici furono acquisiti dalla città poco alla volta e impiegati come uffici municipali.